# تیم آکروجت شیردل‌‌ها
تیم آکروجت شیردل‌ها (اردو : سوئیر دﻝ انگلیسی : Lion Hearts)، یک تیم آکروجت متعلق به نیروی هوایی پاکستان (PAF) است. این تیم در آکادمی نیروی هوایی پاکستان ریسالپور پاکستان که بعدها به PAF (آکادمی اصغر خان) تغییر نام داد، مستقر است. در حال حاضر از 9 هواپیمای هانگدو جی‌ال-۸ تشکیل شده است.

## همچنین ببینید

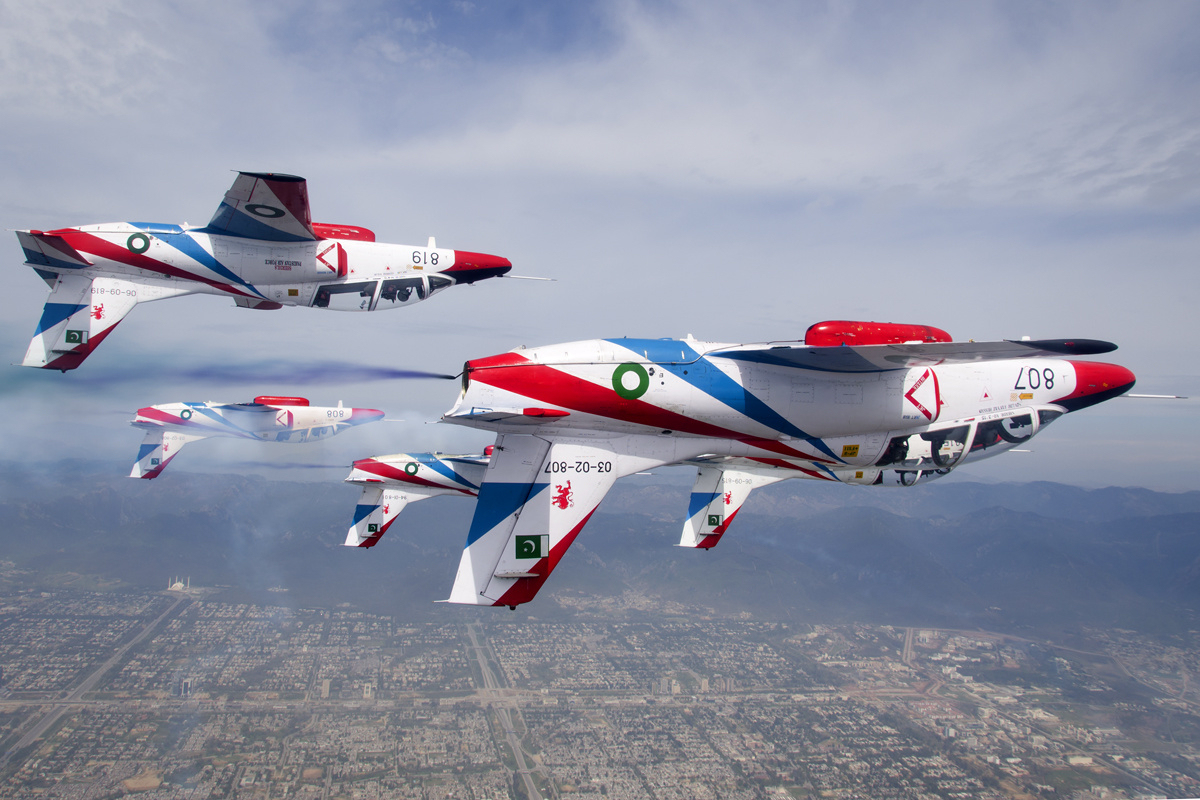
شیردل‌ها بر فراز اسلام آباد

- آکادمی نیروی هوایی پاکستان
- آکروجت